# 솔라닌

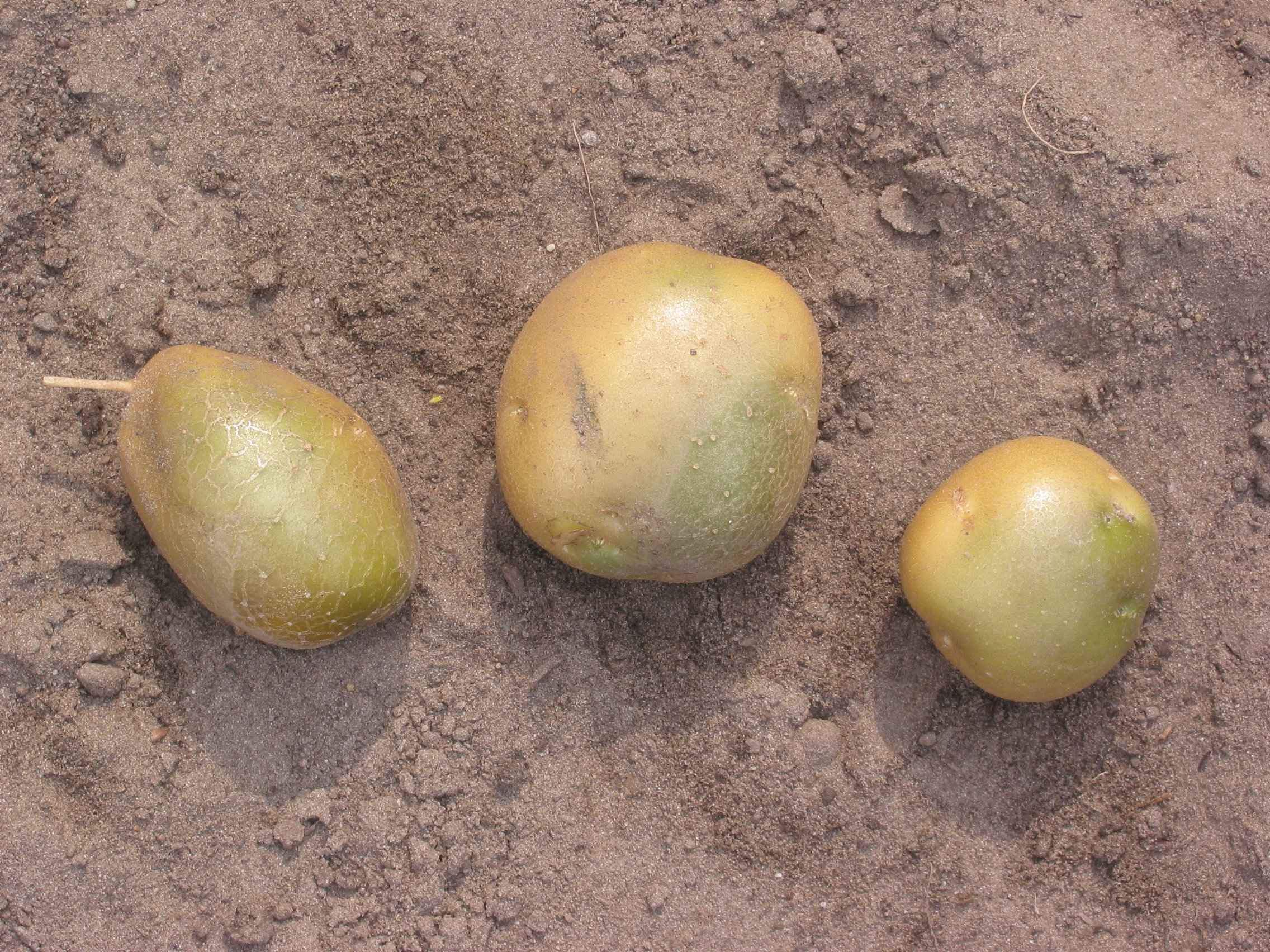
햇빛에 노출되어 녹색으로 바뀐 감자는 솔라닌 농도가 높아 먹어서는 안 된다.

솔라닌(solanine)은 감자(Solanum tuberosum), 토마토(Solanum lycopersicum), 가지(Solanum melongena) 등 가지속의 가지과에 속하는 종들에서 발견되는 글리코알카로이드 독이다. 감자 독이라고도 한다. 잎, 열매, 덩이줄기를 포함하여 식물의 모든 부분에서 자연적으로 발생할 수 있다. 솔라닌은 농약 성분이며 식물의 천연 방어 기능 가운데 하나이다. 솔라닌은 1820년에 까마중(Solanum nigrum)이라는 장과에서 처음 분리되었으며 이로 인해 "솔라닌"이라는 이름이 붙여졌다. 사포닌 계열에 속한다.

## 솔라닌의 독성

### 증상
솔라닌의 독성은 주로 위장병, 신경병으로 표출된다. 증상으로는 구역질, 설사, 구토, 위경련, 목구멍 화상, 부정맥, 악몽, 두통, 어지러움, 간지려움, 습진, 갑상선 질환, 관절염과 관절통이 포함된다. 더 극심한 케이스로는 환각, 무감각, 마비, 발열, 황달, 동공 팽창, 저체온증, 사망이 보고되었다.
과량의 솔라닌을 섭취하면 사망에 이를 수 있다. 한 연구에 따르면 몸무게의 2~5 mg/kg의 복용량은 독성 증상을 유발하며 몸무게의 3~6 mg/kg의 복용량은 치명적일 수 있다.
증상은 섭취 후 8~12시간 지속되는 것이 보통이지만 솔라닌 함량이 많은 식품을 섭취한 후에는 10분만에 빠르게 발생할 수 있다.

### 작용 기서
가지속의 글리코알카로이드는 콜린에스테라아제를 억제하고 세포 막을 파괴하고 선천적 장애를 유발할 수 있다. 한 연구에 따르면 솔라닌의 독성 작용기서(메커니즘)는 이 화학 물질의 미토콘드리아막과의 상호작용으로 인한 것이다. 여러 실험에 따르면 솔라닌의 노출은 미토콘드리아의 칼륨 통로를 개방시켜 막 전위를 증가시킨다. 다시 말해 k+가 미토콘드리아에서 세포질로 이동하여 세포질의 k2+ 농도를 증가시키는데, 이로 인해 세포가 파괴되고 세포자살이 일어나게 된다.

### 선천적 장애와의 연관 관계
일부 연구에 따르면 잎마름병(솔라닌과 기타 글리코알카로이드 수치가 증가된 상태)이 있는 감자를 소비하는 것과 선천적 척추갈림증의 관련성을 보여준다. 그러나 기타 연구에 따르면 감자 소비와 선천적 장애와의 관련성이 없음을 보여주고 있다.

## 생합성

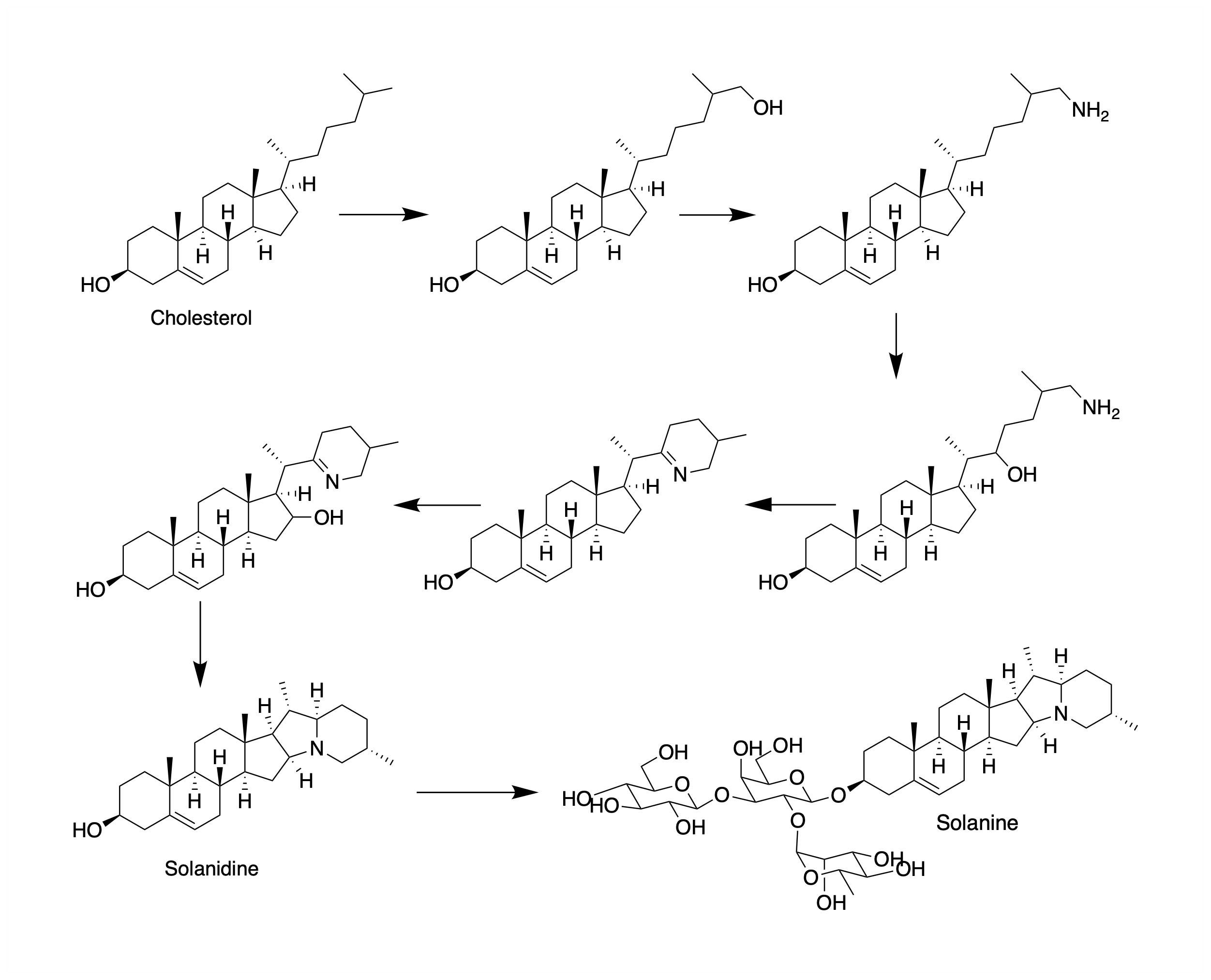
콜레스테롤로부터 솔라닌 합성